# FreeCommander
FreeCommander – bezpłatny menedżer plików autorstwa Marka Jasińskiego, działający w środowisku Microsoft Windows i może być on wykorzystywany z powodzeniem jako zamiennik systemowego Eksploratora Windows. Program nazwą i wyglądem (dwa panele obok siebie) nawiązuje do pierwowzoru ortodoksyjnych menedżerów plików, czyli do działającego pod systemem MS-DOS Norton Commandera.
Program jest bezpłatny do użytku domowego, jak i komercyjnego.